# 69式

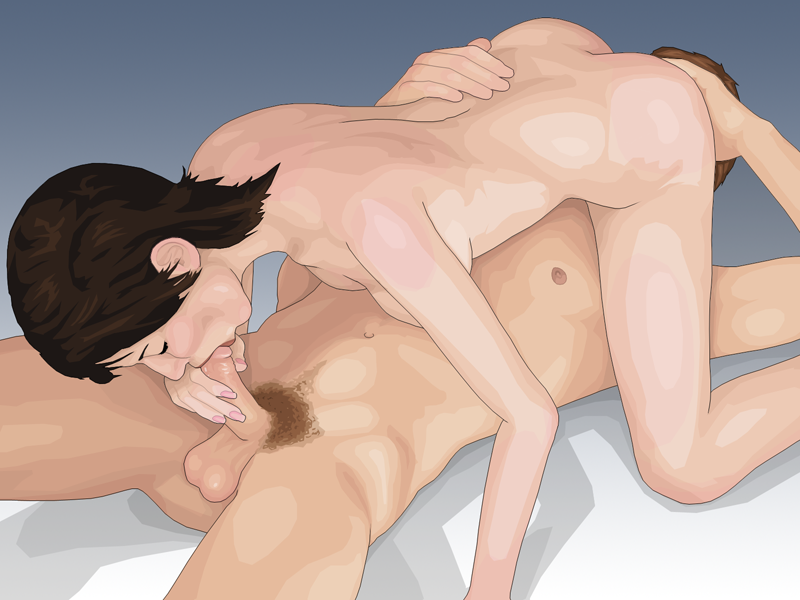
男性和女性以69式互相口交

69式，原为互相口交（reciprocal oral sex）的俚语之一，指兩人各自的口部同时接触對方的生殖器部位的姿态。也被用以指称参与性行为者所采行的相关姿势或举措。

## 历史

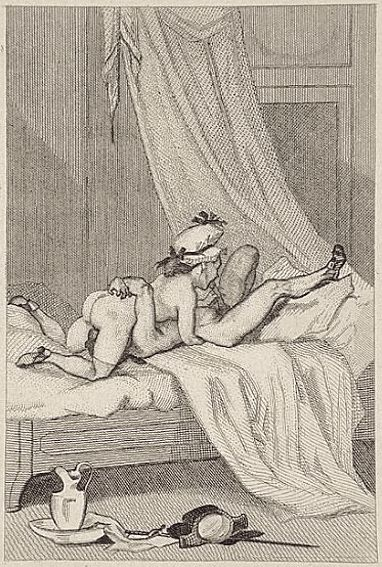
费利西安·霍珀斯（Félicien Rops）為1865年出版之《肉體的惡魔》（Le Diable au Corps）所繪之插圖。

“相互同时口交通常在英语中以委婉的法语数字形式“soixante-neuf””表示，古代中国的阳和阴（男和女）也是同样的象征
“soixante-neuf”一词最早可追溯到1790年代在法国出版的Whore's Catechisms， 通常被认为是法国大革命的早期领导人特罗瓦涅·德·梅丽古尔小姐（Mlle. Théroigne de Méricourt）所作。”
“最早明確出現69式的看來是在慕尼黑博物館（德意志博物館）收藏的一盏油燈上，而後在醫生加斯頓·福爾貝格（Dr. Gaston Vorberg）的作品Die Erotik der Antiken in Kleinkunst und Keramik (Munich, 1921) plate 58中被首次翻拍，顯示了一位女性躺在一位男性的身上。福爾貝格醫生將此列入羅馬愷撒時期。但是，另一盏相同類型的油燈，顯示了幾乎完全相同的69式……較近期被翻拍為彩圖，刊載於讓·馬嘉德教授（Prof. Jean Marcadé）的Eros Kalos (英文版, Geneva : Nagel, 1965), facing page 58……收藏於希臘伊拉克利翁（Heracleion）博物館。”
“一件來自靠近印度孟買的象島聖窟的印度教神廟雕塑顯示了該體位，其中一位男性實際是站立著，肩頭托著一位倒掛著的女性。該雕塑於19世纪晚期被帶到英國。這件雕像殘片在理查德·佩恩·奈特（Richard Payne Knight）起初於1786年為倫敦慕雅會（Dilettanti Society）印制發行的A Discourse on the Worship of Priapus中被討論和展示。該圖像的细部雕刻為佩恩·奈特的plate XI；該组雕刻的完整圖像是plate XXIV”

## 方式
69式一詞源於6和9兩個數字為相旋轉180度的樣貌。在此一體位中，性伴侶們也有著相似的旋轉。
這個體位可以躺下來做，一個人在另一個人的上頭，或者兩個人側身對著；亦可以站著做，一個人直立著，並且使另一人倒立著。因此性伴侣们可选择自己最感舒适和放松的姿势。
在此一體位裡，陰莖較敏感的下側會被含在另一半的嘴巴上端，而非舌頭上，因此會產生不同於傳統口交的感受。
69式除了相互口交外，其变形还包含相互舔肛，以及將手指伸入伴侣的陰道或肛門裡进行指交。在这些姿势中，性伴侣同时经历性刺激，但这也可能分散那些只想愉悦自己而不关注对方的人的注意力。对那些上半身身高落差較大的性伴侣来说，该体位的舒適性可能欠佳，但是也最刺激。透過此體位能適時吸吮對方龜頭或舔弄陰蒂，達到雙方高潮。

## 带有性隐喻的表情符号
♋ 原是天文符號或标志中的六月至點（夏至点、巨蟹座），但也曾被用在非正式的社群对话，意为相互口爱（reciprocal oral sex）的隐喻之一。